# Rampa (Natal)
A Rampa é uma antiga estação de passageiros e de transporte de correspondências, utilizada como base para receber hidroaviões. Seu posicionamento estratégico, em Natal, Rio Grande do Norte, a tornou de indubitável valor durante o transcorrer da Segunda Guerra Mundial, na década de 40, quando veio a se tornar a primeira base a operar missões da guerra na América do Sul.
Atualmente, o complexo está em reforma para abrigar o Complexo Cultural Rampa, composto por um Museu e pelo Memorial do Aviador, cujo mote é a participação de Natal na Segunda Guerra Mundial. O Complexo contará com infraestrutura para abrigar atividades e culturais e instituições populares. 

## História
No início da história da aviação, devido à precariedade mecânica das aeronaves e à raridade das pistas de pouso, era comum a utilização de hidroaviões, principalmente nas rotas aéreas que cruzavam longos trechos de oceanos e mares. Por sua proximidade com a África e a Europa, Natal foi escolha natural para sediar uma base. À época, grande parte dos voos entre a Europa e a América do Sul faziam escala no local.
Em 1930 foi construído o prédio atual. Operavam no local as companhias aéreas Pan American, Panair do Brasil e Lufthansa. No final da década de 1930 foi construído o declive que deu nome ao local, a rampa, para facilitar o acesso dos hidroaviões.
No dia 29 de janeiro de 1943, o presidente americano na época da Segunda Guerra, Franklin Delano Roosevelt, e o presidente brasileiro Getúlio Vargas visitaram a Rampa e celebraram no local a Conferência do Potengi. O encontro resultou na transformação da Rampa em uma base aérea militar utilizada durante a Segunda Guerra Mundial sendo utilizada até 1944.
No ano 2000, a Aeronáutica iniciou um trabalho de recuperação do antigo casarão da Rampa para dar lugar ao Museu de Aeronáutica e Espaço de Natal.
O projeto de recuperação conserva as feições originais da edificação e leva o visitante a contemplar o pôr-do-sol à beira do Potengi, trazendo as lembranças de uma época em que ali pousava e decolavam hidroaviões.